# 김동진 (1951년)
김동진(金東鎭, 1951년 4월 10일 ~ , 통영)은 대한민국의 행정공무원 출신 정치인이다. 전직 통영시장으로 2003년에 선거법 위반으로 시장직을 상실했다가, 2010년에 지방선거에서 당선되어 시장직에 복귀했다.

## 학력
- 1964년 광도초등학교 졸업
- 1967년 통영중학교 졸업
- 1970년 동아고등학교 졸업
- 1974년 연세대학교 경제학 학사
- 2011년 경상대학교 행정대학원 행정학 석사

## 경력
- 1974년 제15회 행정고시 합격
- 1975년 통영군청 수습 사무관
- 1988년 재무부 관세국 국제관세과장
- 1989년 주제네바대한민국대표부 재무관
- 1992년 청와대 비서실 행정관
- 1994년 재무부 외자관리과장
- 1995년 재정경제원 기획관리실 행정관리담당관
- 1996년 경상남도 경제정책보좌관
- 2002년 7월 1일 ~ 2003년 9월 26일 제30대 경상남도 통영시장 (무소속)
- 2010년 7월 1일 ~ 2018년 6월 30일 제33, 34대 경상남도 통영시장 (무소속→새누리당)

## 전과
- 도로교통법위반: 벌금 100만원 - 1997년 12월 4일 선고[1]
- 관세법위반: 벌금 250만원 - 2001년 8월 22일 선고[1]
- 공직선거및선거부정방지법위반: 벌금 700만원 - 2002년 9월 4일 선고, 2008년 8월 15일 특별복권[1]
- 도로교통법위반(음주운전): 벌금 100만원 - 2009년 3월 31일 선고[1]

## 수상 내역
- 1986년 국무총리 표창
- 1998년 대통령 표창

## 역대 선거 결과
|  | 29.98% |

|  | 51.52% |

|  | 52.00% |

|  | 47.51% |